# Bill Thomas (Kostümbildner)
Bill Thomas (* 30. Oktober 1921 in Chicago, Illinois als William Thomas Peterson; † 30. Mai 2000 in Beverly Hills, Kalifornien) war ein US-amerikanischer Kostümdesigner. Thomas war während seiner Karriere zehnmal für den Academy Award nominiert, einmal konnte er ihn gewinnen. Thomas gestaltete die Kostüme für mehr als 300 Filme.

## Leben und Werk

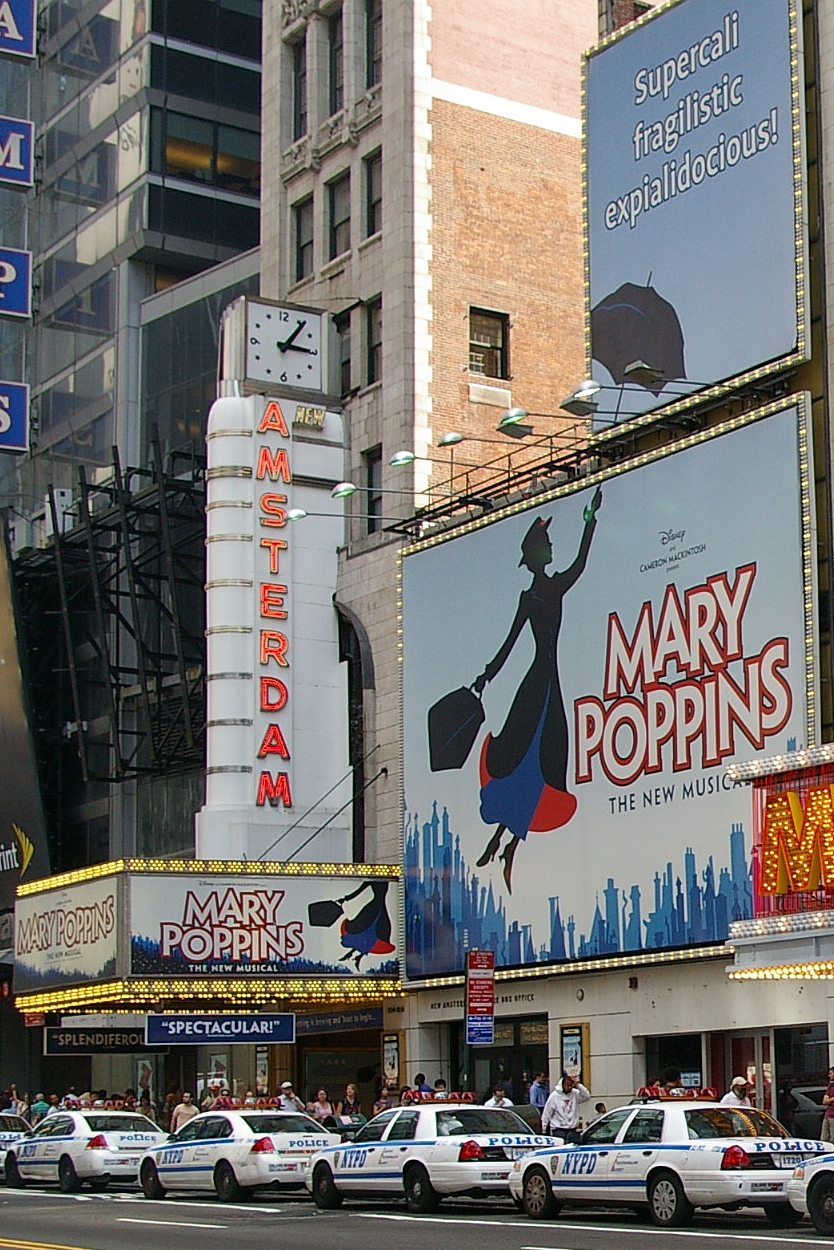
Reklametafel für das Musical Mary Poppins in New York. Die Zeichnung entspricht ungefähr Thomas’ Entwurf für den Film.

Bill Thomas studierte an der University of Southern California und am Chouinard Art Institute in Los Angeles. Im Zweiten Weltkrieg war er als Soldat im United States Army Air Corps eingesetzt. Während des Krieges entwarf er unter anderem Kleider für die United Service Organizations. Ab 1947 arbeitete er für zwei Jahre für Metro-Goldwyn-Mayer, später für die Universal Studios und Walt Disney Productions. Als er 1960 für den Film Spartacus engagiert wurde, fiel ihm die Aufgabe zu, ausschließlich die Kostüme für Jean Simmons zu entwerfen. Diese Arbeit wurde 1961 mit dem Oscar gewürdigt. Mehrfach musste Thomas nicht nur menschliche Darsteller mit Kostümen versorgen, so entwarf er in drei Filmen (Mein Mann Gottfried, Moon Pilot und Monkeys Go Home!) auch Kleider für Affen.
Eines der bekanntesten Ensembles, das Thomas entworfen hat, ist die Kombination aus blauem Kleid, schwarzem Mantel, gestreiftem Schal, Hut mit Blume und einem Regenschirm mit Papageienkopf, getragen von Julie Andrews in Mary Poppins.
Obwohl Thomas kein eigenes Modelabel besaß, entwarf er mitunter Kleider für Schauspielerinnen und Sängerinnen. Zu seinen Kundinnen gehörten Kim Novak und Helen Reddy.

## Filmografie (Auswahl)
- 1950: Gefährliche Mission (Wyoming Mail)
- 1950: Der Wüstenfalke (The Desert Hawk)
- 1950: Geheimpolizist Christine Miller (Undercover Girl)
- 1950: Ohne Gesetz (Saddle Tramp)
- 1950: Reiter ohne Gnade (Kansas Raiders)
- 1951: Tomahawk – Aufstand der Sioux (Tomahawk)
- 1951: Trommeln des Todes (Apache Drums)
- 1951: Schwester Maria Bonaventura (Thunder on the Hill)
- 1951: Ausgezählt (Iron Man)
- 1951: Die Höhle der Gesetzlosen (Cave of Outlaws)
- 1951: Die Diebe von Marschan (The Prince Who Was a Thief)
- 1951: Ein Wochenende mit Papa (Week-End with Father)
- 1951: Die Flamme von Arabien (Flame of Araby)
- 1951: Spielschulden (The Lady Pays Off)
- 1951: Piraten von Macao (Smuggler‘s Island)
- 1952: Zu allem entschlossen (Meet Danny Wilson)
- 1952: Aus Liebe zu Dir (Because Of You)
- 1952: Flucht vor dem Tode (The Cimarron Kid)
- 1952: Schüsse in New Mexico (The Duel at Silver Creek)
- 1952: Bronco Buster
- 1952: Gier nach Gold (The Raiders)
- 1952: Unter falscher Flagge (Yankee Buccaneer)
- 1953: Der Mann vom Alamo (The Man from the Alamo)
- 1953: Der große Aufstand (The Great Sioux Uprising)
- 1954: Attila, der Hunnenkönig (Sign of the Pagan)
- 1957: Der Mann mit den 1000 Gesichtern (Man of a Thousand Faces)
- 1957: Tammy (Tammy and the Bachelor)
- 1957: Mein Mann Gottfried (My Man Godfrey)
- 1957: Vier Pfeifen Opium (The Quiet American)
- 1957: Der Engel mit den blutigen Flügeln (Battle Hymn)
- 1958: Zeit zu leben und Zeit zu sterben (A Time to Love and a Time to Die)
- 1959: Unternehmen Petticoat (Operation Petticoat)
- 1959: Bettgeflüster (Pillow Talk)
- 1960: Spartacus
- 1960: Sieben Diebe (Seven Thieves)
- 1961: Aufruhr im Spielzeugland (Babes in Toyland)
- 1962: Champagner in Paris (Bon Voyage!)
- 1963: Eine total, total verrückte Welt (It's a Mad Mad Mad Mad World)
- 1963: Puppen unterm Dach (Toys in the Attic)
- 1964: Mary Poppins
- 1965: Cat Ballou – Hängen sollst du in Wyoming (Cat Ballou)
- 1965: Das Narrenschiff (Ship of Fools)
- 1965: Verdammte, süße Welt (Inside Daisy Clover)
- 1967: Der glücklichste Millionär (The Happiest Millionaire)
- 1968: Käpt’n Blackbeards Spuk-Kaschemme (Blackbeard's Ghost)
- 1968: Wie klaut man ein Gemälde? (Never a Dull Moment)
- 1968: Ein toller Käfer (A Love Bug)
- 1970: Herrscher der Insel (The Hawaiians)
- 1971: Die tollkühne Hexe in ihrem fliegenden Bett (Bedknobs and Broomsticks)
- 1977: Elliot, das Schmunzelmonster (Pete's Dragon)
- 1981: Zum Teufel mit Max (The Devil and Max Devlin)

## Auszeichnungen und Nominierungen
- Oscarverleihung 1961:
  - Oscar für Spartacus (Bestes Kostüm-Design (Farbfilm), gemeinsam mit Arlington Valles)
  - Nominierung für Sieben Diebe (Bestes Kostüm-Design (Schwarzweißfilm))
- Oscarverleihung 1962: Nominierung für Aufruhr im Spielzeugland (Bestes Kostüm-Design (Farbfilm))
- Oscarverleihung 1963: Nominierung für Champagner in Paris (Bestes Kostüm-Design (Farbfilm))
- Oscarverleihung 1964: Nominierung für Puppen unterm Dach (Bestes Kostüm-Design (Schwarzweißfilm))
- Oscarverleihung 1966:
  - Nominierung für Das Narrenschiff (Bestes Kostüm-Design (Schwarzweißfilm))
  - Nominierung für Verdammte, süße Welt (Bestes Kostüm-Design (Farbfilm))
- Oscarverleihung 1968: Nominierung für Der glücklichste Millionär
- Oscarverleihung 1971: Nominierung für Herrscher der Insel
- Oscarverleihung 1972: Nominierung für Die tollkühne Hexe in ihrem fliegenden Bett